# Stade Pierre Brisson
Das Stade Pierre Brisson ist ein Fußballstadion in der französischen Stadt Beauvais, Département Oise in der Region Hauts-de-France. Der AS Beauvais Oise, kurz ASBO, empfängt hier seine Gegner zu den Spielen. Das Stadion besteht aus Haupt- und Gegentribüne längs des Spielfeldes; hinter den Toren befinden sich Stehplätze. Die Spielstätte bietet 10.178 Plätze, davon 6.578 Sitzplätze. Die Spielstätte verfügt über eine Flutlichtanlage. Der Besucherrekord wurde im Mai 1989 im Viertelfinale des französischen Pokals 1988/89 gegen den AJ Auxerre (1:2) mit 12.000 Zuschauern aufgestellt.
Der FC Chambly trug nach dem Aufstieg in die Ligue 2 2019/20 seine Heimspiele im Stade Pierre Brisson aus. 2021 stieg man wieder ab.